# Olimpiai érmesek listája bobban
Ez a lap az olimpiai érmesek listája bobban 1924-től 2018-ig.

## Összesített éremtáblázat
(A táblázatokban Magyarország és a rendező nemzet sportolói eltérő háttérszínnel, az egyes számoszlopok legmagasabb értéke vagy értékei vastagítással kiemelve.)
| A téli olimpiai játékok összesített éremtáblázata bobban | A téli olimpiai játékok összesített éremtáblázata bobban | A téli olimpiai játékok összesített éremtáblázata bobban | A téli olimpiai játékok összesített éremtáblázata bobban | A téli olimpiai játékok összesített éremtáblázata bobban | Olimpia  |
| -------------------------------------------------------- | -------------------------------------------------------- | -------------------------------------------------------- | -------------------------------------------------------- | -------------------------------------------------------- | -------- |
|                                                          | Ország                                                   | Arany                                                    | Ezüst                                                    | Bronz                                                    | Összesen |
| 1.                                                       | Németország (GER)                                        | 13                                                       | 6                                                        | 6                                                        | 25       |
| 2.                                                       | Svájc (SUI)                                              | 9                                                        | 11                                                       | 11                                                       | 31       |
| 3.                                                       | Egyesült Államok (USA)                                   | 7                                                        | 8                                                        | 10                                                       | 25       |
| 4.                                                       | NDK (GDR)                                                | 5                                                        | 5                                                        | 3                                                        | 13       |
| 5.                                                       | Kanada (CAN)                                             | 5                                                        | 2                                                        | 2                                                        | 9        |
| 6.                                                       | Olaszország (ITA)                                        | 4                                                        | 4                                                        | 4                                                        | 12       |
| 7.                                                       | Oroszország (RUS)                                        | 2                                                        | 1                                                        | 1                                                        | 4        |
| 8.                                                       | NSZK (FRG)                                               | 1                                                        | 3                                                        | 2                                                        | 6        |
| 9.                                                       | Ausztria (AUT)                                           | 1                                                        | 2                                                        | 0                                                        | 3        |
| 10.                                                      | Nagy-Britannia (GBR)                                     | 1                                                        | 1                                                        | 2                                                        | 4        |
| 11.                                                      | Szovjetunió (URS)                                        | 1                                                        | 0                                                        | 2                                                        | 3        |
|                                                          |                                                          |                                                          |                                                          |                                                          |          |
| 12.                                                      | Belgium (BEL)                                            | 0                                                        | 1                                                        | 1                                                        | 2        |
| 12.                                                      | Dél-Korea (KOR)                                          | 0                                                        | 1                                                        | 0                                                        | 1        |
| 14.                                                      | Lettország (LAT)                                         | 0                                                        | 1                                                        | 1                                                        | 2        |
|                                                          |                                                          |                                                          |                                                          |                                                          |          |
| 15.                                                      | Franciaország (FRA)                                      | 0                                                        | 0                                                        | 1                                                        | 1        |
| 15.                                                      | Románia (ROU)                                            | 0                                                        | 0                                                        | 1                                                        | 1        |
|                                                          |                                                          |                                                          |                                                          |                                                          |          |
| Összesen                                                 | Összesen                                                 | 49                                                       | 46                                                       | 47                                                       | 142      |

## Férfiak

### Kettes
| Olimpia                       | Arany                                                     | Ezüst                                                    | Bronz                                                        |
| 1932, Lake Placid             | Egyesült Államok (USA) · Hubert Stevens · Curtis Stevens  | Svájc (SUI) · Reto Capadrutt · Oscar Geier               | Egyesült Államok (USA) · John Heaton · Robert Minton         |
| 1936, Garmisch- Partenkirchen | Egyesült Államok (USA) · Ivan Brown · Alan Washbond       | Svájc (SUI) · Fritz Feierabend · Joseph Beerli           | Egyesült Államok (USA) · Gilbert Colgate · Richard Lawrence  |
| 1948, St. Moritz              | Svájc (SUI) · Felix Endrich · Friedrich Waller            | Svájc (SUI) · Fritz Feierabend · Paul Eberhard           | Egyesült Államok (USA) · Frederick Fortune · Schuyler Carron |
| 1952, Oslo                    | Németország (GER) · Andreas Ostler · Lorenz Nieberl       | Egyesült Államok (USA) · Stanley Benham · Patrick Martin | Svájc (SUI) · Fritz Feierabend · Stephan Waser               |
| 1956, Cortina d’Ampezzo       | Olaszország (ITA) · Lamberto Dalla Costa · Giacomo Conti  | Olaszország (ITA) · Eugenio Monti · Renzo Alverà         | Svájc (SUI) · Max Angst · Harry Warburton                    |
| 1960 Squaw Valley             | Nem szerepelt az olimpiai programban                      | Nem szerepelt az olimpiai programban                     | Nem szerepelt az olimpiai programban                         |
| 1964, Innsbruck               | Nagy-Britannia (GBR) · Anthony Nash · Robin Dixon         | Olaszország (ITA) · Sergio Zardini · Romano Bonagura     | Olaszország (ITA) · Eugenio Monti · Sergio Siorpaes          |
| 1968, Grenoble                | Olaszország (ITA) · Eugenio Monti · Luciano de Paolis     | NSZK (FRG) · Horst Floth · Pepi Bader                    | Románia (ROU) · Ion Panțuru · Nicolae Neagoe                 |
| 1972, Szapporo                | NSZK (FRG) · Wolfgang Zimmerer · Peter Utzschneider       | NSZK (FRG) · Horst Floth · Pepi Bader                    | Svájc (SUI) · Jean Wicki · Edy Hubacher                      |
| 1976, Innsbruck               | NDK (GDR) · Meinhard Nehmer · Bernhard Germeshausen       | NSZK (FRG) · Wolfgang Zimmerer · Manfred Schumann        | Svájc (SUI) · Erich Schärer · Joseph Benz                    |
| 1980, Lake Placid             | Svájc (SUI) · Erich Schärer · Joseph Benz                 | NDK (GDR) · Bernhard Germeshausen · Hans-Jürgen Gerhardt | NDK (GDR) · Meinhard Nehmer · Bogdan Musiol                  |
| 1984, Szarajevó               | NDK (GDR) · Wolfgang Hoppe · Dietmar Schauerhammer        | NDK (GDR) · Bernhard Lehmann · Bogdan Musiol             | Szovjetunió (URS) · Zintis Ekmanis · Vlagyimir Alekszandrov  |
| 1988, Calgary                 | Szovjetunió (URS) · Jānis Ķipurs · Vlagyimir Kozlov       | NDK (GDR) · Wolfgang Hoppe · Bogdan Musiol               | NDK (GDR) · Bernhard Lehmann · Mario Hoyer                   |
| 1992, Albertville             | Svájc (SUI) · Gustav Weder · Donat Acklin                 | Németország (GER) · Rudolf Lochner · Markus Zimmermann   | Németország (GER) · Christoph Langen · Günther Eger          |
| 1994, Lillehammer             | Svájc (SUI) · Gustav Weder · Donat Acklin                 | Svájc (SUI) · Reto Götschi · Guido Acklin                | Olaszország (ITA) · Günther Huber · Stefano Ticci            |
| 1998, Nagano                  | Kanada (CAN) · Pierre Lueders · David MacEachern          | Nem adták ki                                             | Németország (GER) · Christoph Langen · Markus Zimmermann     |
| 1998, Nagano                  | Olaszország (ITA) · Günther Huber · Antonio Tartaglia     | Nem adták ki                                             | Németország (GER) · Christoph Langen · Markus Zimmermann     |
| 2002, Salt Lake City          | Németország (GER) · Christoph Langen · Markus Zimmermann  | Svájc (SUI) · Christian Reich · Steve Anderhub           | Svájc (SUI) · Martin Annen · Beat Hefti                      |
| 2006, Torino                  | Németország (GER) · Kevin Kuske · André Lange             | Kanada (CAN) · Pierre Lueders · Lascelles Brown          | Svájc (SUI) · Martin Annen · Beat Hefti                      |
| 2010, Vancouver               | Németország (GER) · Kevin Kuske · André Lange             | Németország (GER) · Richard Adjei · Thomas Florschütz    | Oroszország (RUS) · Alekszandr Zubkov · Alekszej Vojevoda    |
| 2014, Szocsi                  | Oroszország (RUS) · Alekszandr Zubkov · Alekszej Vojevoda | Svájc (SUI) · Beat Hefti · Alex Baumann                  | Egyesült Államok (USA) · Steven Holcomb · Steven Langton     |
| 2018, Phjongcshang            | Kanada (CAN) · Justin Kripps · Alexander Kopacz           | Nem adták ki                                             | Lettország (LAT) · Oskars Melbārdis · Janis Strenga          |
| 2018, Phjongcshang            | Németország (GER) · Francesco Friedrich · Thorsten Margis | Nem adták ki                                             | Lettország (LAT) · Oskars Melbārdis · Janis Strenga          |
| 2022, Peking                  |                                                           |                                                          |                                                              |

### Négyes
- 1924-ben és 1928-ban ötfős bobok is versenyeztek.

| Olimpia                       | Arany                                                                                                 | Ezüst | Bronz |
| 1924, Chamonix                | Svájc (SUI) · Eduard Scherrer · Alfred Neveu · Alfred Schläppi · Heinrich Schläppi                    | Nagy-Britannia (GBR) · Ralph Broome · Thomas Arnold · Alexander Richardson · Rodney Soher                                                 | Belgium (BEL) · Charles Mulder · René Mortiaux · Paul Van den Broeck · Victor Verschueren · Henri Willems |
| 1928, St. Moritz              | Egyesült Államok (USA) · William Fiske · Nion Tocker · Geoffrey Mason · Clifford Grey · Richard Parke | Egyesült Államok (USA) · Jennison Heaton · David Granger · Lyman Hine · Thomas Doe · Jay O'Brien                                          | Németország (GER) · Hanns Kilian · Hans Hess · Sebastian Huber · Valentin Krempl · Hanns Nägle            |
| 1932, Lake Placid             | Egyesült Államok (USA) · William Fiske · Eddie Eagan · Clifford Grey · Jay O'Brien                    | Egyesült Államok (USA) · Henry Homburger · Percy Bryant · Francis Stevens · Edmund Horton                                                 | Németország (GER) · Hans Mehlhorn · Max Ludwig · Hanns Kilian · Sebastian Huber                           |
| 1936, Garmisch- Partenkirchen | Svájc (SUI) · Pierre Musy · Arnold Gartmann · Charles Bouvier · Joseph Beerli                         | Svájc (SUI) · Reto Capadrutt · Hans Aichele · Fritz Feierabend · Hans Bütikofer                                                           | Nagy-Britannia (GBR) · Frederick McEvoy · James Cardno · Guy Dugdale · Charles Green                      |
| 1948, St. Moritz              | Egyesült Államok (USA) · Francis Tyler · Patrick Martin · Edward Rimkus · William D'Amico             | Belgium (BEL) · Max Houben · Freddy Mansveld · Louis-Georges Niels · Jacques Mouvet                                                       | Egyesült Államok (USA) · James Bickford · Thomas Hicks · Donald Dupree · William Dupree                   |
| 1952, Oslo                    | Németország (GER) · Andreas Ostler · Friedrich Kuhn · Lorenz Nieberl · Franz Kemser                   | Egyesült Államok (USA) · Stanley Benham · Patrick Martin · Howard Crossett · James Atkinson                                               | Svájc (SUI) · Fritz Feierabend · Albert Madörin · André Filippini · Stephan Waser                         |
| 1956, Cortina d’Ampezzo       | Svájc (SUI) · Franz Kapus · Gottfried Diener · Robert Alt · Heinrich Angst                            | Olaszország (ITA) · Eugenio Monti · Ulrico Girardi · Renzo Alverà · Renato Mocellini                                                      | Egyesült Államok (USA) · Arthur Tyler · William Dodge · Charles Butler · James Lamy                       |
| 1960 Squaw Valley             | Nem szerepelt az olimpiai programban                                                                  | Nem szerepelt az olimpiai programban | Nem szerepelt az olimpiai programban                                                                      |
| 1964, Innsbruck               | Kanada (CAN) · Vic Emery · Peter Kirby · Doug Anakin · John Emery                                     | Ausztria (AUT) · Erwin Thaler · Adolf Koxeder · Josef Nairz · Reinhold Durnthaler                                                         | Olaszország (ITA) · Eugenio Monti · Sergio Siorpaes · Benito Rigoni · Gildo Siorpaes                      |
| 1968, Grenoble                | Olaszország (ITA) · Eugenio Monti · Luciano de Paolis · Roberto Zandonella · Mario Armano             | Ausztria (AUT) · Erwin Thaler · Reinhold Durnthaler · Herbert Gruber · Josef Eder                                                         | Svájc (SUI) · Jean Wicki · Hans Candrian · Willi Hofmann · Walter Graf                                    |
| 1972, Szapporo                | Svájc (SUI) · Jean Wicki · Edy Hubacher · Hans Leutenegger · Werner Carmichel                         | Olaszország (ITA) · Nevio de Zordo · Gianni Bonichon · Adriano Frassinelli · Corrado dal Fabbro                                           | NSZK (FRG) · Wolfgang Zimmerer · Peter Utzschneider · Stefan Gaisreiter · Walter Steinbauer               |
| 1976, Innsbruck               | NDK (GDR) · Meinhard Nehmer · Jochen Babock · Bernhard Germeshausen · Bernhard Lehmann                | Svájc (SUI) · Erich Schärer · Ulrich Bächli · Rudolf Marti · Joseph Benz                                                                  | NSZK (FRG) · Wolfgang Zimmerer · Peter Utzschneider · Bodo Bittner · Manfred Schumann                     |
| 1980, Lake Placid             | NDK (GDR) · Meinhard Nehmer · Bogdan Musiol · Bernhard Germeshausen · Hans-Jürgen Gerhardt            | Svájc (SUI) · Erich Schärer · Ulrich Bächli · Rudolf Marti · Joseph Benz                                                                  | NDK (GDR) · Horst Schönau · Roland Wetzig · Detlef Richter · Andreas Kirchner                             |
| 1984, Szarajevó               | NDK (GDR) · Wolfgang Hoppe · Roland Wetzig · Dietmar Schauerhammer · Andreas Kirchner                 | NDK (GDR) · Bernhard Lehmann · Bogdan Musiol · Ingo Voge · Eberhard Weise                                                                 | Svájc (SUI) · Silvio Giobellina · Heinz Stettler · Urs Salzmann · Rico Freiermuth                         |
| 1988, Calgary                 | Svájc (SUI) · Ekkehard Fasser · Kurt Meier · Marcel Fässler · Werner Stocker                          | NDK (GDR) · Wolfgang Hoppe · Dietmar Schauerhammer · Bogdan Musiol · Ingo Voge                                                            | Szovjetunió (URS) · Jānis Ķipurs · Guntis Osis · Juris Tone · Vlagyimir Kozlov                            |
| 1992, Albertville             | Ausztria (AUT) · Ingo Appelt · Harald Winkler · Gerhard Haidacher · Thomas Schroll                    | Németország (GER) · Wolfgang Hoppe · Bogdan Musiol · Axel Kühn · René Hannemann                                                           | Svájc (SUI) · Gustav Weder · Donat Acklin · Lorenz Schindelholz · Curdin Morell                           |
| 1994, Lillehammer             | Németország (GER) · Harald Czudaj · Karsten Brannasch · Olaf Hampel · Alexander Szelig                | Svájc (SUI) · Gustav Weder · Donat Acklin · Kurt Meier · Domenico Semeraro                                                                | Németország (GER) · Wolfgang Hoppe · Ulf Hielscher · René Hannemann · Carsten Embach                      |
| 1998, Nagano                  | Németország (GER) · Christoph Langen · Markus Zimmermann · Marco Jakobs · Olaf Hampel                 | Svájc (SUI) · Marcel Rohner · Markus Nüssli · Markus Wasser · Beat Seitz                                                                  | Franciaország (FRA) · Bruno Mingeon · Emmanuel Hostache · Éric Le Chanony · Max Robert                    |
| 1998, Nagano                  | Németország (GER) · Christoph Langen · Markus Zimmermann · Marco Jakobs · Olaf Hampel                 | Svájc (SUI) · Marcel Rohner · Markus Nüssli · Markus Wasser · Beat Seitz                                                                  | Nagy-Britannia (GBR) · Sean Olsson · Dean Ward · Courtney Rumbolt · Paul Attwood                          |
| 2002, Salt Lake City          | Németország (GER) · André Lange · Enrico Kühn · Kevin Kuske · Carsten Embach                          | Egyesült Államok (USA) · Todd Hays · Randy Jones · Bill Schuffenhauer · Garrett Hines                                                     | Egyesült Államok (USA) · Brian Shimer · Mike Kohn · Doug Sharp · Dan Steele                               |
| 2006, Torino                  | Németország (GER) · Kevin Kuske · René Hoppe · Martin Putze · André Lange                             | Oroszország (RUS) · Alekszandr Zubkov · Filipp Jegorov · Alekszej Szeliversztov · Alekszej Vojevoda                                       | Svájc (SUI) · Martin Annen · Cedric Grand · Thomas Lamparter · Beat Hefti                                 |
| 2010, Vancouver               | Egyesült Államok (USA) · Steven Holcomb · Steve Mesler · Curtis Tomasevicz · Justin Olsen             | Németország (GER) · André Lange · Kevin Kuske · Alexander Rödiger · Martin Putze                                                          | Kanada (CAN) · Lyndon Rush · David Bissett · Lascelles Brown · Chris le Bihan                             |
| 2014, Szocsi                  | Oroszország (RUS) · Alekszandr Zubkov · Alekszej Vojevoda · Dmitrij Trunyenkov · Alekszej Nyegodajlo  | Lettország (LAT) · Oskars Melbārdis · Arvis Vilkaste · Daumants Dreiškens · Jānis Strenga                                                 | Egyesült Államok (USA) · Steven Holcomb · Steven Langton · Curtis Tomasevicz · Christopher Fogt           |
| 2018, Phjongcshang            | Németország (GER) · Francesco Friedrich · Candy Bauer · Martin Grothkopp · Thorsten Margis            | Németország (GER) · Nico Walther · Kevin Kuske · Alexander Rödiger · Eric Franke                                                          | Nem adták ki                                                                                              |
| 2018, Phjongcshang            | Németország (GER) · Francesco Friedrich · Candy Bauer · Martin Grothkopp · Thorsten Margis            | Dél-Korea (KOR) · Von Jundzsong (Won Yun-jong) · Cson Dzsongnin (Jun Jung-lin) · Szo Jongu (Seo Young-woo) · Kim Donghjon (Kim Dong-hyun) | Nem adták ki                                                                                              |
| 2022, Peking                  | | | |

### Férfi éremtáblázat
| A téli olimpiai játékok éremtáblázata férfi bobban | A téli olimpiai játékok éremtáblázata férfi bobban | A téli olimpiai játékok éremtáblázata férfi bobban | A téli olimpiai játékok éremtáblázata férfi bobban | A téli olimpiai játékok éremtáblázata férfi bobban | Olimpia  |
| -------------------------------------------------- | -------------------------------------------------- | -------------------------------------------------- | -------------------------------------------------- | -------------------------------------------------- | -------- |
|                                                    | Ország                                             | Arany                                              | Ezüst                                              | Bronz                                              | Összesen |
| 1.                                                 | Svájc (SUI)                                        | 9                                                  | 11                                                 | 11                                                 | 31       |
| 2.                                                 | Németország (GER)                                  | 9                                                  | 4                                                  | 5                                                  | 18       |
| 3.                                                 | Egyesült Államok (USA)                             | 6                                                  | 5                                                  | 8                                                  | 19       |
| 4.                                                 | NDK (GDR)                                          | 5                                                  | 5                                                  | 3                                                  | 13       |
| 5.                                                 | Olaszország (ITA)                                  | 4                                                  | 4                                                  | 3                                                  | 11       |
| 6.                                                 | Kanada (CAN)                                       | 2                                                  | 1                                                  | 1                                                  | 4        |
| 6.                                                 | Oroszország (RUS)                                  | 2                                                  | 1                                                  | 1                                                  | 4        |
| 7.                                                 | NSZK (FRG)                                         | 1                                                  | 3                                                  | 2                                                  | 6        |
| 8.                                                 | Ausztria (AUT)                                     | 1                                                  | 2                                                  | 0                                                  | 3        |
| 9.                                                 | Nagy-Britannia (GBR)                               | 1                                                  | 1                                                  | 2                                                  | 4        |
| 10.                                                | Szovjetunió (URS)                                  | 1                                                  | 0                                                  | 2                                                  | 3        |
|                                                    |                                                    |                                                    |                                                    |                                                    |          |
| 11.                                                | Belgium (BEL)                                      | 0                                                  | 1                                                  | 1                                                  | 2        |
| 12.                                                | Lettország (LAT)                                   | 0                                                  | 1                                                  | 0                                                  | 1        |
|                                                    |                                                    |                                                    |                                                    |                                                    |          |
| 13.                                                | Franciaország (FRA)                                | 0                                                  | 0                                                  | 1                                                  | 1        |
| 13.                                                | Románia (ROU)                                      | 0                                                  | 0                                                  | 1                                                  | 1        |
|                                                    |                                                    |                                                    |                                                    |                                                    |          |
| Összesen                                           | Összesen                                           | 41                                                 | 39                                                 | 41                                                 | 121      |

## Nők

### Mono
| Olimpia      | Arany | Ezüst | Bronz |
| 2022, Peking |       |       |       |

### Kettes
| Olimpia              | Arany                                                      | Ezüst                                                       | Bronz                                                      |
| 2002, Salt Lake City | Egyesült Államok (USA) · Jill Bakken · Vonetta Flowers     | Németország (GER) · Sandra Kiriasis · Ulrike Holzner        | Németország (GER) · Susi Erdmann · Nicole Herschmann       |
| 2006, Torino         | Németország (GER) · Sandra Kiriasis · Anja Schneiderheinze | Egyesült Államok (USA) · Shauna Rohbock · Valerie Fleming   | Olaszország (ITA) · Gerda Weissensteiner · Jennifer Isacco |
| 2010, Vancouver      | Kanada (CAN) · Kaillie Humphries · Heather Moyse           | Kanada (CAN) · Helen Upperton · Shelley-Ann Brown           | Egyesült Államok (USA) · Erin Pac · Elana Meyers           |
| 2014, Szocsi         | Kanada (CAN) · Kaillie Humphries · Heather Moyse           | Egyesült Államok (USA) · Elana Meyers · Lauryn Williams     | Egyesült Államok (USA) · Jamie Greubel · Aja Evans         |
| 2018, Phjongcshang   | Németország (GER) · Mariama Jamanka · Lisa Buckwitz        | Egyesült Államok (USA) · Elana Meyers Taylor · Lauren Gibbs | Kanada (CAN) · Kaillie Humphries · Phylicia George         |
| 2022, Peking         |                                                            |                                                             |                                                            |

### Női éremtáblázat
| A téli olimpiai játékok éremtáblázata női bobban | A téli olimpiai játékok éremtáblázata női bobban | A téli olimpiai játékok éremtáblázata női bobban | A téli olimpiai játékok éremtáblázata női bobban | A téli olimpiai játékok éremtáblázata női bobban | Olimpia  |
| ------------------------------------------------ | ------------------------------------------------ | ------------------------------------------------ | ------------------------------------------------ | ------------------------------------------------ | -------- |
|                                                  | Ország                                           | Arany                                            | Ezüst                                            | Bronz                                            | Összesen |
| 1.                                               | Kanada (CAN)                                     | 2                                                | 1                                                | 0                                                | 3        |
| 2.                                               | Egyesült Államok (USA)                           | 1                                                | 2                                                | 2                                                | 5        |
| 3.                                               | Németország (GER)                                | 1                                                | 1                                                | 1                                                | 3        |
|                                                  |                                                  |                                                  |                                                  |                                                  |          |
| 4.                                               | Olaszország (ITA)                                | 0                                                | 0                                                | 1                                                | 1        |
|                                                  |                                                  |                                                  |                                                  |                                                  |          |
| Összesen                                         | Összesen                                         | 4                                                | 4                                                | 4                                                | 12       |